# Herb Ścinawy
Herb Ścinawy – jeden z symboli miasta Ścinawa i gminy Ścinawa w postaci herbu. Wzór herbu oparty został na godle z pieczęci miejskiej, odciśniętej na dokumencie z 1310 roku.

## Wygląd i symbolika
Herb przedstawia w żółtej tarczy herbowej połowę czarnego orła Piastów śląskich z białą przepaską sierpową na skrzydle oraz fragment czerwonego, blankowanego muru miejskiego z basztą nakrytą stożkowatym, białym daszkiem, zwieńczonym gałką i gotycki motyw architektoniczny, który nie został jak dotąd jednoznacznie zidentyfikowany.